# Dendrocnide elliptica
Dendrocnide elliptica là loài thực vật có hoa trong họ Tầm ma. Loài này được (Merr.) Chew mô tả khoa học đầu tiên năm 1965.